# Élections législatives de 2002 dans le Puy-de-Dôme
Les élections législatives françaises de 2002 se déroulent les 9 et 16 juin 2002. Dans le département du Puy-de-Dôme, six députés sont à élire dans le cadre de six circonscriptions.

## Élus
| Circonscription | Député sortant           | Parti | Parti    | Député élu ou réélu     | Parti | Parti |
| --------------- | ------------------------ | ----- | -------- | ----------------------- | ----- | ----- |
| 1re             | Odile Saugues            |       | PS       | Odile Saugues           |       | PS    |
| 2e              | Alain Néri               |       | PS       | Alain Néri              |       | PS    |
| 3e              | Valéry Giscard d'Estaing |       | UDF (PR) | Louis Giscard d'Estaing |       | UMP   |
| 4e              | Jean-Paul Bacquet        |       | PS       | Jean-Paul Bacquet       |       | PS    |
| 5e              | Maurice Adevah-Pœuf      |       | PS       | André Chassaigne        |       | PCF   |
| 6e              | Jean Michel              |       | PS       | Jean Michel             |       | PS    |

## Résultats

### Résultats à l'échelle du département
| Parti                                           | Parti                               | Premier tour | Premier tour | Second tour | Second tour | Sièges |
| Parti                                           | Parti                               | Voix         | %            | Voix        | %           | Sièges |
| ----------------------------------------------- | ----------------------------------- | ------------ | ------------ | ----------- | ----------- | ------ |
|                                                 | Parti socialiste                    | 81 881       | 29,20        | 97 162      | 37,23       | 4      |
|                                                 | Les Verts                           | 18 171       | 6,48         | 19 715      | 7,55        | 0      |
|                                                 | Parti communiste français           | 17 917       | 6,39         | 20 944      | 8,02        | 1      |
|                                                 | Pôle républicain dont Divers gauche | 4 105        | 1,46         |             |             | 0      |
|                                                 | Gauche parlementaire                | 122 074      | 43,53        | 137 821     | 52,80       | 5      |
|                                                 |                                     |              |              |             |             |        |
|                                                 | Union pour un mouvement populaire   | 84 940       | 30,29        | 123 187     | 47,20       | 1      |
|                                                 | Divers droite                       | 19 156       | 6,83         |             |             | 0      |
|                                                 | Union pour la démocratie française  | 15 021       | 5,36         | Retrait     | Retrait     | 0      |
|                                                 | Mouvement pour la France            | 228          | 0,08         |             |             | 0      |
|                                                 | Majorité présidentielle             | 119 345      | 42,56        | 123 187     | 47,20       | 1      |
|                                                 |                                     |              |              |             |             |        |
|                                                 | Front national                      | 19 378       | 6,91         |             |             | 0      |
|                                                 | Extrême gauche dont LCR, LO et PT   | 11 232       | 4,01         | 0           |             |        |
|                                                 | Chasse, pêche, nature et traditions | 3 146        | 1,12         | 0           |             |        |
|                                                 | Mouvement national républicain      | 2 445        | 0,87         | 0           |             |        |
|                                                 | Divers écologiste dont MÉI et GÉ    | 2 088        | 0,74         | 0           |             |        |
|                                                 | Divers                              | 701          | 0,25         | 0           |             |        |
|                                                 |                                     |              |              |             |             |        |
| Inscrits                                        | Inscrits                            | 426 717      | 100,00       | 426 679     | 100,00      | 6      |
| Abstentions                                     | Abstentions                         | 139 764      | 32,75        | 154 339     | 36,17       |        |
| Votants                                         | Votants                             | 286 953      | 67,25        | 272 340     | 63,83       |        |
| Blancs et nuls                                  | Blancs et nuls                      | 6 544        | 2,28         | 11 332      | 4,16        |        |
| Exprimés                                        | Exprimés                            | 280 409      | 97,72        | 261 008     | 95,84       |        |
| Source : Ministère de l'Intérieur - Puy-de-Dôme |                                     |              |              |             |             |        |

### Résultats par circonscription

#### Première circonscription (Clermont-Ferrand)
| Candidat       | Candidat                      | Parti            | Premier tour | Premier tour | Second tour | Second tour |  |
| Candidat       | Candidat                      | Parti            | Voix         | %            | Voix        | %           |  |
| -------------- | ----------------------------- | ---------------- | ------------ | ------------ | ----------- | ----------- |  |
|                | Odile Saugues sortante réélue | PS               | 13 261       | 36,53        | 17 721      | 54,88       |  |
|                | Anne Courtille                | UMP              | 8 598        | 23,69        | 14 567      | 45,12       |  |
|                | Michel Fanget                 | UDF              | 5 429        | 14,96        |             |             |  |
|                | Jean-Claude Lalanne de Haut   | FN               | 2 858        | 7,87         |             |             |  |
|                | Alain Laffont                 | LCR              | 1 740        | 4,79         |             |             |  |
|                | Patricia Aucouturier          | PCF              | 1 228        | 3,38         |             |             |  |
|                | Renée Matasse                 | Les Verts        | 851          | 2,34         |             |             |  |
|                | Danielle Pascual              | Pôle républicain | 686          | 1,89         |             |             |  |
|                | Daniel Séguy                  | LO               | 539          | 1,48         |             |             |  |
|                | François Barrière             | MNR              | 337          | 0,93         |             |             |  |
|                | Gisèle Naudier                | MÉI              | 259          | 0,71         |             |             |  |
|                | Serge Gestraud                | MPF              | 228          | 0,63         |             |             |  |
|                | Michel Despalle               | GÉ               | 154          | 0,42         |             |             |  |
|                | Samira Marouani               | Divers           | 132          | 0,36         |             |             |  |
|                |                               |                  |              |              |             |             |  |
| Inscrits       | Inscrits                      | Inscrits         | 58 699       | 100,00       | 58 699      | 100,00      |  |
| Abstentions    | Abstentions                   | Abstentions      | 21 634       | 36,86        | 25 138      | 42,83       |  |
| Votants        | Votants                       | Votants          | 37 065       | 63,14        | 33 561      | 57,17       |  |
| Blancs et nuls | Blancs et nuls                | Blancs et nuls   | 765          | 2,06         | 1 273       | 3,79        |  |
| Exprimés       | Exprimés                      | Exprimés         | 36 300       | 97,94        | 32 288      | 96,21       |  |

#### Deuxième circonscription (Cournon-d'Auvergne)
| Candidat       | Candidat                 | Parti            | Premier tour | Premier tour | Second tour | Second tour |  |
| Candidat       | Candidat                 | Parti            | Voix         | %            | Voix        | %           |  |
| -------------- | ------------------------ | ---------------- | ------------ | ------------ | ----------- | ----------- |  |
|                | Alain Néri sortant réélu | PS               | 19 681       | 41,05        | 25 141      | 57,32       |  |
|                | Paul Suss                | UMP              | 11 488       | 23,96        | 18 722      | 42,68       |  |
|                | Hervé Prononce           | Divers droite    | 6 747        | 14,07        |             |             |  |
|                | Pierre Janton            | FN               | 3 259        | 6,8          |             |             |  |
|                | Marina Rajewski          | PCF              | 1 824        | 3,8          |             |             |  |
|                | Odile Vignal             | Les Verts        | 1 273        | 2,65         |             |             |  |
|                | Fatima Chennouf-Terrasse | LCR              | 911          | 1,9          |             |             |  |
|                | Monique Bonnet           | Pôle républicain | 770          | 1,61         |             |             |  |
|                | Josiane Mainville        | LO               | 595          | 1,24         |             |             |  |
|                | Jean-Claude Lamy         | MNR              | 373          | 0,78         |             |             |  |
|                | Michelle Piszok          | MÉI              | 285          | 0,59         |             |             |  |
|                | Marie-France Lefranc     | CPNT             | 238          | 0,5          |             |             |  |
|                | Philippe Lecat           | PT               | 224          | 0,47         |             |             |  |
|                | Jean-Pierre Testi        | GÉ               | 224          | 0,47         |             |             |  |
|                | Séverine Gilles          | Divers           | 53           | 0,11         |             |             |  |
|                | Lucette Mermoz           | UDF              | 2            | 0            |             |             |  |
|                | Geneviève Aunac          | Divers droite    | 2            | 0            |             |             |  |
|                |                          |                  |              |              |             |             |  |
| Inscrits       | Inscrits                 | Inscrits         | 72 693       | 100,00       | 72 686      | 100,00      |  |
| Abstentions    | Abstentions              | Abstentions      | 23 755       | 32,68        | 27 157      | 37,36       |  |
| Votants        | Votants                  | Votants          | 48 938       | 67,32        | 45 529      | 62,64       |  |
| Blancs et nuls | Blancs et nuls           | Blancs et nuls   | 989          | 2,02         | 1 666       | 3,66        |  |
| Exprimés       | Exprimés                 | Exprimés         | 47 949       | 97,98        | 43 863      | 96,34       |  |

#### Troisième circonscription (Chamalières)
| Candidat       | Candidat                    | Parti            | Premier tour | Premier tour | Second tour | Second tour |  |
| Candidat       | Candidat                    | Parti            | Voix         | %            | Voix        | %           |  |
| -------------- | --------------------------- | ---------------- | ------------ | ------------ | ----------- | ----------- |  |
|                | Danielle Auroi              | Les Verts (PS)   | 13 109       | 27,09        | 19 715      | 46,25       |  |
|                | Louis Giscard d'Estaing élu | UMP              | 11 907       | 24,61        | 22 913      | 53,75       |  |
|                | Jean-Marc Boyer             | UDF              | 9 590        | 19,82        | Retrait     | Retrait     |  |
|                | Dominique Turpin            | Divers droite    | 5 734        | 11,85        |             |             |  |
|                | Marie-Christine Guibert     | FN               | 2 380        | 4,92         |             |             |  |
|                | Gérard Bohner               | LCR              | 1 409        | 2,91         |             |             |  |
|                | Christine Crégut            | PCF              | 1 233        | 2,55         |             |             |  |
|                | Jean-Marc Miguet            | Pôle républicain | 885          | 1,83         |             |             |  |
|                | Claude Dufour               | LO               | 581          | 1,2          |             |             |  |
|                | Aline Marcelin              | Divers           | 516          | 1,07         |             |             |  |
|                | Claude Jaffrès              | MNR              | 501          | 1,04         |             |             |  |
|                | Véronique Barragan          | CPNT             | 382          | 0,79         |             |             |  |
|                | Régis Grignon               | Divers gauche    | 161          | 0,33         |             |             |  |
|                | Michel Foresti              | Divers droite    | 0            | 0            |             |             |  |
|                |                             |                  |              |              |             |             |  |
| Inscrits       | Inscrits                    | Inscrits         | 71 772       | 100,00       | 71 771      | 100,00      |  |
| Abstentions    | Abstentions                 | Abstentions      | 22 472       | 31,31        | 26 636      | 37,11       |  |
| Votants        | Votants                     | Votants          | 49 300       | 68,69        | 45 135      | 62,89       |  |
| Blancs et nuls | Blancs et nuls              | Blancs et nuls   | 912          | 1,85         | 2 507       | 5,55        |  |
| Exprimés       | Exprimés                    | Exprimés         | 48 388       | 98,15        | 42 628      | 94,45       |  |

#### Quatrième circonscription (Issoire)
| Candidat       | Candidat                        | Parti            | Premier tour | Premier tour | Second tour | Second tour |  |
| Candidat       | Candidat                        | Parti            | Voix         | %            | Voix        | %           |  |
| -------------- | ------------------------------- | ---------------- | ------------ | ------------ | ----------- | ----------- |  |
|                | Jean-Paul Bacquet sortant réélu | PS               | 21 124       | 42,82        | 26 285      | 56,08       |  |
|                | Pierre Pascallon                | UMP              | 18 782       | 38,25        | 20 583      | 43,93       |  |
|                | Marie-Germaine Wilwertz         | FN               | 3 094        | 6,27         |             |             |  |
|                | Jean-Paul Russier               | Les Verts        | 1 404        | 2,85         |             |             |  |
|                | Laura Artusi                    | PCF              | 1 383        | 2,8          |             |             |  |
|                | Patrick Goyeau                  | LCR              | 1 166        | 2,36         |             |             |  |
|                | Bernard Bouzon                  | CPNT             | 680          | 1,38         |             |             |  |
|                | Rémi Aufrere                    | Pôle républicain | 636          | 1,28         |             |             |  |
|                | Marie Savre                     | LO               | 622          | 1,26         |             |             |  |
|                | Christophe Picard               | MNR              | 442          | 0,9          |             |             |  |
|                | Nicolas Bagel                   | Divers droite    | 0            | 0            |             |             |  |
|                |                                 |                  |              |              |             |             |  |
| Inscrits       | Inscrits                        | Inscrits         | 73 661       | 100,00       | 73 660      | 100,00      |  |
| Abstentions    | Abstentions                     | Abstentions      | 23 195       | 31,49        | 25 079      | 34,05       |  |
| Votants        | Votants                         | Votants          | 50 466       | 68,51        | 48 581      | 65,95       |  |
| Blancs et nuls | Blancs et nuls                  | Blancs et nuls   | 1 133        | 2,25         | 1 713       | 3,53        |  |
| Exprimés       | Exprimés                        | Exprimés         | 49 333       | 97,75        | 46 868      | 96,47       |  |

#### Cinquième circonscription (Thiers - Ambert)
| Candidat       | Candidat                 | Parti          | Premier tour | Premier tour | Second tour | Second tour |  |
| Candidat       | Candidat                 | Parti          | Voix         | %            | Voix        | %           |  |
| -------------- | ------------------------ | -------------- | ------------ | ------------ | ----------- | ----------- |  |
|                | Marie-Gabrielle Gagnadre | UMP            | 16 999       | 40,53        | 19 852      | 48,66       |  |
|                | André Chassaigne élu     | PCF            | 9 604        | 22,9         | 20 944      | 51,34       |  |
|                | Martine Munoz            | PS             | 8 282        | 19,75        | Retrait     | Retrait     |  |
|                | Jacques Chanet           | FN             | 3 848        | 9,17         |             |             |  |
|                | Sylvie Mercier           | LCR            | 808          | 1,93         |             |             |  |
|                | Nadine Picouleau         | CPNT           | 698          | 1,66         |             |             |  |
|                | Gabrielle Capron         | LO             | 696          | 1,66         |             |             |  |
|                | Hubert Constancias       | MÉI            | 634          | 1,51         |             |             |  |
|                | Yvon Bonnemaison         | MNR            | 373          | 0,89         |             |             |  |
|                | Jean-Louis Dhuit         | Divers         | 0            | 0            |             |             |  |
|                |                          |                |              |              |             |             |  |
| Inscrits       | Inscrits                 | Inscrits       | 64 969       | 100,00       | 64 957      | 100,00      |  |
| Abstentions    | Abstentions              | Abstentions    | 21 809       | 33,57        | 22 598      | 34,79       |  |
| Votants        | Votants                  | Votants        | 43 160       | 66,43        | 42 359      | 65,21       |  |
| Blancs et nuls | Blancs et nuls           | Blancs et nuls | 1 218        | 2,82         | 1 563       | 3,69        |  |
| Exprimés       | Exprimés                 | Exprimés       | 41 942       | 97,18        | 40 796      | 96,31       |  |

#### Sixième circonscription (Riom)
| Candidat       | Candidat                  | Parti            | Premier tour | Premier tour | Second tour | Second tour |  |
| Candidat       | Candidat                  | Parti            | Voix         | %            | Voix        | %           |  |
| -------------- | ------------------------- | ---------------- | ------------ | ------------ | ----------- | ----------- |  |
|                | Jean Michel sortant réélu | PS               | 19 533       | 34,57        | 28 015      | 51,34       |  |
|                | Claude Liebermann         | UMP              | 17 166       | 30,38        | 26 550      | 48,66       |  |
|                | Élizabeth Montfort        | Divers droite    | 6 673        | 11,81        |             |             |  |
|                | Anne Faurot-Sainte-Marie  | FN               | 3 939        | 6,97         |             |             |  |
|                | Guy Godet                 | PCF              | 2 645        | 4,68         |             |             |  |
|                | Agnès Mollon              | Les Verts        | 1 534        | 2,72         |             |             |  |
|                | Franck Patillon           | LCR              | 1 232        | 2,18         |             |             |  |
|                | Alain Rousseau            | CPNT             | 1 148        | 2,03         |             |             |  |
|                | Anne-Marie Regnoux        | Pôle républicain | 967          | 1,71         |             |             |  |
|                | Louis Balsegur            | LO               | 709          | 1,25         |             |             |  |
|                | Marie-Françoise Joët      | MÉI              | 532          | 0,94         |             |             |  |
|                | Michel Dufresne           | MNR              | 419          | 0,74         |             |             |  |
|                |                           |                  |              |              |             |             |  |
| Inscrits       | Inscrits                  | Inscrits         | 84 923       | 100,00       | 84 906      | 100,00      |  |
| Abstentions    | Abstentions               | Abstentions      | 26 899       | 31,67        | 27 731      | 32,66       |  |
| Votants        | Votants                   | Votants          | 58 024       | 68,33        | 57 175      | 67,34       |  |
| Blancs et nuls | Blancs et nuls            | Blancs et nuls   | 1 527        | 2,63         | 2 610       | 4,56        |  |
| Exprimés       | Exprimés                  | Exprimés         | 56 497       | 97,37        | 54 565      | 95,44       |  |